# Active Time Battle
Active Time Battle (ATB) è il termine che indica un certo sistema di gestione dei turni dei vari personaggi in un videogioco di ruolo (specialmente nella categoria videogioco di ruolo alla giapponese). È stato utilizzato particolarmente nella serie Final Fantasy della Square (ora Square Enix) o nei vari capitoli di Chrono Trigger dopo che Hiroyuki Itō lo introdusse per la prima volta in Final Fantasy IV.
Ogni componente di una squadra ha una barra che segna il tempo che rimane al personaggio stesso prima che questo possa compiere un'azione. Alcune abilità richiedono un tempo preciso per essere "caricate" prima della loro esecuzione, altre, come un semplice attacco, si azionano immediatamente senza un tempo aggiuntivo di attesa.
Il maggior fattore che fa quindi rallentare la barra è il tipo di abilità che il giocatore vuole usare con un personaggio. Più l'abilità è potente più lungo sarà il tempo di attesa. Naturalmente il tutto dipende dal parametro "Velocità" (speed) del personaggio. Questi parametri possono comunque essere alterati da alcuni oggetti speciali, equipaggiamenti, abilità o magie (Haste, Slow, ecc).
Questo può portare ad una sovrapposizione delle azioni di più personaggi, rendendo di fatto il gioco più veloce e a volte frenetico se i tempi sono troppo ravvicinati o troppo bassi.
L'Active Time Battle non ha in tutti i giochi di ruolo le stesse proprietà e lo stesso funzionamento.